# Неф
Неф или кораб (на френски: nef, от лат. navis – кораб) е издължено помещение, част от интериора (обикновено в сгради от типа на базиликите), ограничено от една или от двете си дълги страни с редове от колони или стълбове, отделящи го от съседните помещения .
В раннохристиянските храмове може да има 3 или 5 нефа (като правило са нечетен брой), като централният неф е винаги по-широк и по-висок. Делението с нефове се запазва и по времето на Възраждането, барока и класицизма.